# 히타치마루 사건
히타치마루 사건(常陸丸事件)은 러일 전쟁 중인 1904년 6월 15일에 대한해협을 건너 서쪽으로 가던 육군 징용 운송선박 3척이 러시아 제국 해군 블라디보스토크 순양함대 (이하, 블라디보스톡 함대) 소속의 3척의 장갑순양함 ‘로시야’, ‘류리크’와 ‘그루모보이’에 의해 잇따라 공격을 당하면서 항복 거부 등의 이유로 격침되어 파괴된 사건이다. 특히 육군 징용 운송선박 ‘히타치마루’(常陸丸)의 격침은 일본 내 여론을 들끓게 했다. 연합함대 특히 동해의 해상 경비를 담당하고 있던 가미무라 히코노조 중장이 이끌던 제2함대에 대해 비난의 목소리가 높아져서 그를 곤혹스럽게 만들었다. 제2함대는 사건 발발 두 달 후인 8월 14일에 일어난 울산 해전에서 블라디보스톡 함대를 사실상 괴멸 직전까지 몰고 갔다.

## 배경
러시아 제국 해군의 기본 전략 정책은 19세기 중반에 해군 통감으로 취임하여 근대화에 수완을 발휘한 콘스탄틴 니콜라예비치 대공을 통해 프랑스 해군이 시범을 보인 연안 방어 위주의 함대 정비와 통상 파괴용 함정의 정비가 진행되었다. 일본의 입장에서 악역을 맡은 장갑순양함 ‘류리크’, ‘로시야’ 그리고 ‘그루모보이’는 항해용 장비를 갖추고 포탑 배치도 중심선이 아닌 현에 치우쳐 배치되어 있었으며, 함대 전투가 아닌 ‘통상파괴’를 염두에 둔 함정이기도 했다. 그런데 러시아 제국 해군에서도 미국 해군의 알프레드 세이어 머핸의 《해상권력사론》에 감화된 세대가 점차 증가하고 있었으며, 콘스탄틴 이후의 사상과 머핸 류의 사상은 결코 용납되지 않았다. 콘스탄틴 파에게 힘을 실어 준 것은 스테판 마카로프 소장이 저술한 《해군전술론》에서 적을 정면 돌파가 아니라, 허를 찔러 적을 약화 시킨다는 마카로프의 주장은 콘스탄틴 파가 신봉하는 전통 전법에 충분히 부합할 수 있는 것이었다.
1903년 6월 7일 블라디보스토크 함대는 뤼순에서 공식적으로 편성되었다. 1904년 2월 8일 뤼순 공격에 의해 러일 전쟁이 시작되자 블라디보스톡 함대는 즉시 준동을 시작하여 뤼순 공격 다음 날인 2월 9일부터 4월 26일 사이에 쓰가루 해협 서쪽 출구 방면과 원산 방면에서 세 번의 통상 파괴 작전을 펼쳐 수송선 킨슈마루(金州丸, 일본우선, 3,967톤) 등 각종 선박을 격침시키거나, 파괴 또는 나포를 감행했다. 이에 대항하여 일본 제국 해군은 당초 제3함대 (카타오카 시치로 중장)을 쓰시마 해협을 지키도록 파견했지만, 블라디보스톡 함대의 맹위에 눌리자 제2함대를 추가 배치했다. 제2함대의 추가 배치 후 블라디보스톡 함대의 행동은 억제되었다.

## 과정
6월 12일, 블라디보스토크 함대 중 ‘류리크’, ‘로시야’와 ‘그루모보이’는 페트로 베조브라초프 중장이 이끄는 블라디보스토크를 출격했다. 블라디보스톡 함대 사령관 카를 에센 소장은 수리중인 보가티르에 장군기를 걸었다. 그런데 함대 출격은 6월 12일이지만, 과거 블라디보스톡 함대의 행동은 일본 측에는 트라우마가 되어 있었으며, 순양함대가 출격 전인 6월 9일에는 마쓰마에 군 벤텐지마(弁天島) 근해에서 “군함 같은 것을 보았다”는 보고가 올라 있었다.
문제의 6월 15일 8시경 방호순양함 쓰시마로부터 오키노 섬 근해에서 블라디 함대를 발견했다고 보고를 받은 제2함대는 어뢰정 부대를 급파하는 동시에 왕래 선박에게 다케시키(竹敷) 등지로 대피를 명령했다. 블라디보스톡 함대는 일본 측의 움직임에 상관없이 쓰시마 해협에 도달하여 먼저 수송선 ‘이즈미마루’(和泉丸, 일본우선, 3,225톤, 히고 초노스스무 선장)를 발견했다. ‘이즈미마루’는 6월 13일에 요동반도의 얀다이오(塩大澳)을 출항하여 일본으로 향하던 중이었다. 블라디보스톡 함대는 ‘이즈미마루’를 정선시켜 승선 자에게 퇴거를 권고하고, 퇴거를 확인한 후 포격을 가해 격침시켰다. ‘이즈미마루’에 대해 일본은 정보를 거의 얻지 못했고, 4명이 사망하고 해산시켰던 승선자의 대부분은 블라디보스톡 함대에 수용된 것으로 보고되었다. 전쟁이 끝난 후 조사에서 육군 병사 2명, 해군 병사 1명의 편승자 3명을 포함한 112명 중 전사자 7명, 쿠라야 이헤 해군 상등병을 포함한 83명이 포로가 되었고, 나머지 22명이 생환한 것으로 나타났다.
‘히타치마루’(常陸丸)는 ‘사도마루’(佐渡丸, 일본우선, 6,219톤, 조지 앤더슨 선장)와 함께 6월 14일 히로시마 시 미나미 구의 우지나를 출항하여 ‘히타치마루’는 대고산, ‘사도마루’는 얀다이오가 목적지였다. 두 배에 탑승한 부대 선원과 기타 탑승자들은 다음과 같았다.
- 히타치마루 (常陸丸)
  - 수송 지휘관 : 슈치 겐지로(須知 源次郎) 중좌
  - 운송 선박 감독관 : 야마무라 카즈야시로 예비역 해군 중좌
  - 예비 근위 보병 제1연대 본부와 제2대대 제8중대 : 727명 (중 장교 20 명)
  - 제1대대 제3중대 : 불명
  - 제4사단 취침병 1종렬 : 359명 (장교 4명 포함)
  - 해군 관계자 : 4명 (장교 1명 포함)
  - 각종 승무원 : 148명
  - 총계 : 1,238명

- 사도마루 (佐渡丸)
  - 수송 지휘관 : 타무라 요시카즈(田村義一) 육군 공병 대좌
  - 운송 선박 감독관 : 오구라 모토요시 예비역 해군 소좌
  - 야전 철도 부설부 : 867명 (장교 18명 포함)
  - 제2 임시 축성단 : 34명 (장교 9명 포함)
  - 공성 포병 사령부 : 14명 (장교 3명 포함)
  - 정박장 사령부 : 169명 (장교 4명 포함)
  - 해군 관계자 : 4명 (장교 1명 포함)
  - 편승자 : 3명
  - 각종 승무원 : 167명
  - 총계 : 1,258명

히타치마루’가 블라디보스톡 함대와 마주친 것은 오전 10시부터 11시 사이로 보인다. 함대는 처음에는 공포탄을 발사하다가 곧 실탄 발사로 전환하였으며 ‘히타치마루’는 전속력으로 후방 도주를 하다가 포탄 한발이 ‘히타치마루’의 기관부에 명중된 것을 시작으로 근접 사격을 통해 약 100발의 사격을 받아 전사자가 속출했고 기관은 파열되고, 곧이어 제3 갑판에서 화재가 발생했다. ‘히타치마루’ 선내는 피바다가 되었고, 남아 있던 제1연대 병사들은 소총으로 반격을 했지만, 압도적인 공격력의 차이를 극복할 수는 없었고, 영국인 선장 존 캠벨 (John Campbell), 기관장 제임스 휴 그래스(James Hugh Grass), 기관사 사무엘 호세 비숍 (Samuel Jose Bishop)도 잇따라 적탄에 쓰러졌다.
스치 연대장은 운명을 깨닫고 군기를 불사르고, 깃대의 파괴를 명령했고, 군기를 받들고 있었던 후지사키히토 육군 이등병에게 살아남아 과정을 자세히 보고하도록 명령했지만, 직후에 그도 포탄에 맞아 부상을 당한 후 할복했다. 군기는 오쿠보 다다시(大久保正) 소위가 깃대를 부러뜨리고 불을 질러 소각했다. 연대 깃발과 중요 서류 소각을 지켜보며 남아있던 장교들도 할복, 권총 자살과 바다에 투신하여 자살하며 ‘히타치마루’에서 순직했다. ‘히타치마루’는 세 번째 일제 사격을 받고 15시쯤에 침몰했다. ‘히타치마루’’의 전사자는 육군 958명, 해군 3명, 승무원 130명 총 1,091명에 이르렀다. 남아있던 생존자 중 스치의 유명을 통해 탈출한 후지사키를 포함한 37명은 어용선 ‘토사마루’(일본우선, 5,402톤)에 구조되어 무쓰레섬에 상륙했다. 생존자의 내역은 예비근위 보병 제1연대 본부 96명, 제10사단 취사병 32명, 해군 관계자 1명, 각종 승무원 18명 등 총 147명이었다.
‘사도마루’는 오전 6시 20분에 간몬 해협을 통과하여 ‘히타치마루’에 근접하여 항해하고 있었다. ‘히타치마루’와 동시에 함대를 만나자 배를 돌려 도주를 시작했지만, 포격을 받았고 함대에서 사자가 파견되어 비전투원을 ‘사도마루’에서 퇴각시킬 것을 요구받았다. 1시간 40분의 유예 후, 함대는 ‘사도마루’에 포격을 개시하고 이어 ‘로시야’로 추정된 순양함이 ‘사도마루’의 좌우 양현에 어뢰를 명중시키고 물러났다. 어뢰는 기관부에 명중했고, 침수가 심해지자 승선 부대는 ‘천황 폐하 만세’를 삼창한 후 최후의 ‘의식’을 준비했지만, 함대가 재빨리 떠난 것을 보고 살아남을 궁리를 했다. 그리고 30시간의 표류 후 오키노시마 섬에 도착하여 위기를 벗어났다. ‘사도마루’의 전사자는 육군 219명, 승무원 17명으로 총 236명이었고, 포로는 육군 (미야자와 타이지로 육군 삼등 군의관)과 해군 (소량) 장교 각 1명, 14명의 사무직 승무원, 기타 13명 등 총 29명이었으며, 생존자는 야전 철도부설부 694명 (장교 12명 포함), 제2 임시축성단 22명 (장교 5명 포함), 공성 포병사령부 13명 (장교 3명), 무정박장 사령부 135명 (장교 4명), 해군 관계자 3명, 같이 탄 2명의 각종 승무원 124명 등 총 993명이었다.

## 영향
러시아의 블라디보스톡 함대는 작전을 계속하여 6월 16일에는 마이즈루시 근해에서 영국 증기선 알란톤(Allanton)을 나포하였다. 다음날에도 함대는 또한 2척의 범선을 격침시켰다.
히타치마루’의 조난은 일본 내 엄청난 충격을 가져왔다. 제2함대가 블라디보스토크 함대를 놓친 것이 알려지자 격분한 민중이 가미무라 히코노조의 자택을 습격했다. 빈집에 돌을 던지고, 할복권고장 종류의 ‘배를 째’라는 뜻에서 진짜 단도를 꽂아 놓은 사람도 나타났다. 한 국회의원이 개최한 연설회에서 “짙은 안개(濃霧), 짙은 안개라고 하는데 거꾸로 읽으면 ‘무능’이다”라고 운운하며 부추겼다. 제2함대는 ‘러시아의 탐정(밀정=간첩)’, 즉 ‘노탐함대(露探艦隊)’라고 불렀으며, 마침내 “우에노에 새가 나왔다고 해서, 신바시에서 달려와도 늦을 리가 없다”라는 의미의 투서까지 접수되었다. 무엇보다, 도우카즈토시는 “통신망과 명령계통에 문제가 있었고, 제2함대가 무능했던 것은 아니다”라고 옹호했다. 또한 제2함대 담당 해역이 너무 넓었고, ‘짙은 안개’도 요인이었지만 어쨌든 이런 사정을 민중이 알 바는 아니었다.
히타치마루의 생존자는 많지 않았고 그나마 살아남은 자도 거의 하사관이었기 때문에, 당시의 함내의 모습 (특히 자결했다고 하는 장교들의 모습)은 추측이나 전의 고양을 위한 창작에 불과하다는 의견도 있다.
사건 후 당시의 신문, 잡지 등은 사건을 센세이널하게 보도하면서 관계된 군인들의 ‘장렬한 전사’를 선전했다. 깃발을 소각한 오쿠보 소위 등의 행동을 찬양한 노래가 만들어져 유행했다. 1918년 발행된 국정교과서 《흥국 과외 독본 보통 4학년》(興国課外読本 尋常四学)에도 이 에피소드가 사용되어 당시는 모르는 사람은 아무도 없을 정도로 세간에 널리 알려져 있었다. 또한 아사히신문 등 당시의 신문, 잡지 등 그 광고 속에서 “장교는 배와 운명을 같이하라, 하사관 이하는 한 사람이라도 더 살아 돌아와서 실정을 보고하라”는 스사 중령의 명령을 충실히 수행하여 많은 장교들이 사망한 것으로 알려졌다. 오쿠보 소위 자신은 생전에 파견 이전 13일자로 히로시마에서 가족에게 보낸 편지에서 “전사의 이후 신문에 사진을 게재하는 것은 단호히 거절하라”고 떠들지 말도록 요구를 했다.
해군에 잘못이 있으면 민중이 이를 비난하는 구도는 태평양 전쟁 초기에도 남아 있었다. 사실, 태평양 전쟁이 시작되기 전부터 연합함대의 작전 참모를 맡고 있었던 미와 요시타케 대령에 따르면, 1942년 4월 18일의 둘리틀 공습 직후 연합함대 사령장관 야마모토 이소로쿠 대장의 책임 아래에 본토 공습을 허용한 해군의 실수를 비난하는 투서가 이어졌다고, 야마모토 자신도 카미무라 공격과 같은 사태가 일본인의 국민성에서 일어날 수 있는 것으로 예상하고 걱정하고 있었다고 한다.
가미무라는 수 많은 죽음의 협박을 받았으며, 블라디보스토크 함대를 추격해야 한다는 엄청난 압박을 받고 있었다. 그리고 마침내 1904년 8월 14일, 4일전 〈황해 해전〉에서 패퇴하는 뤼순 함대를 구원하기 위해 남하하는 블라디보스토크 함대를 울산 앞바다에서 만나 〈울산 해전〉에서 블라디보스토크 함대를 전멸 직전까지 몰아넣었다.

## 추모

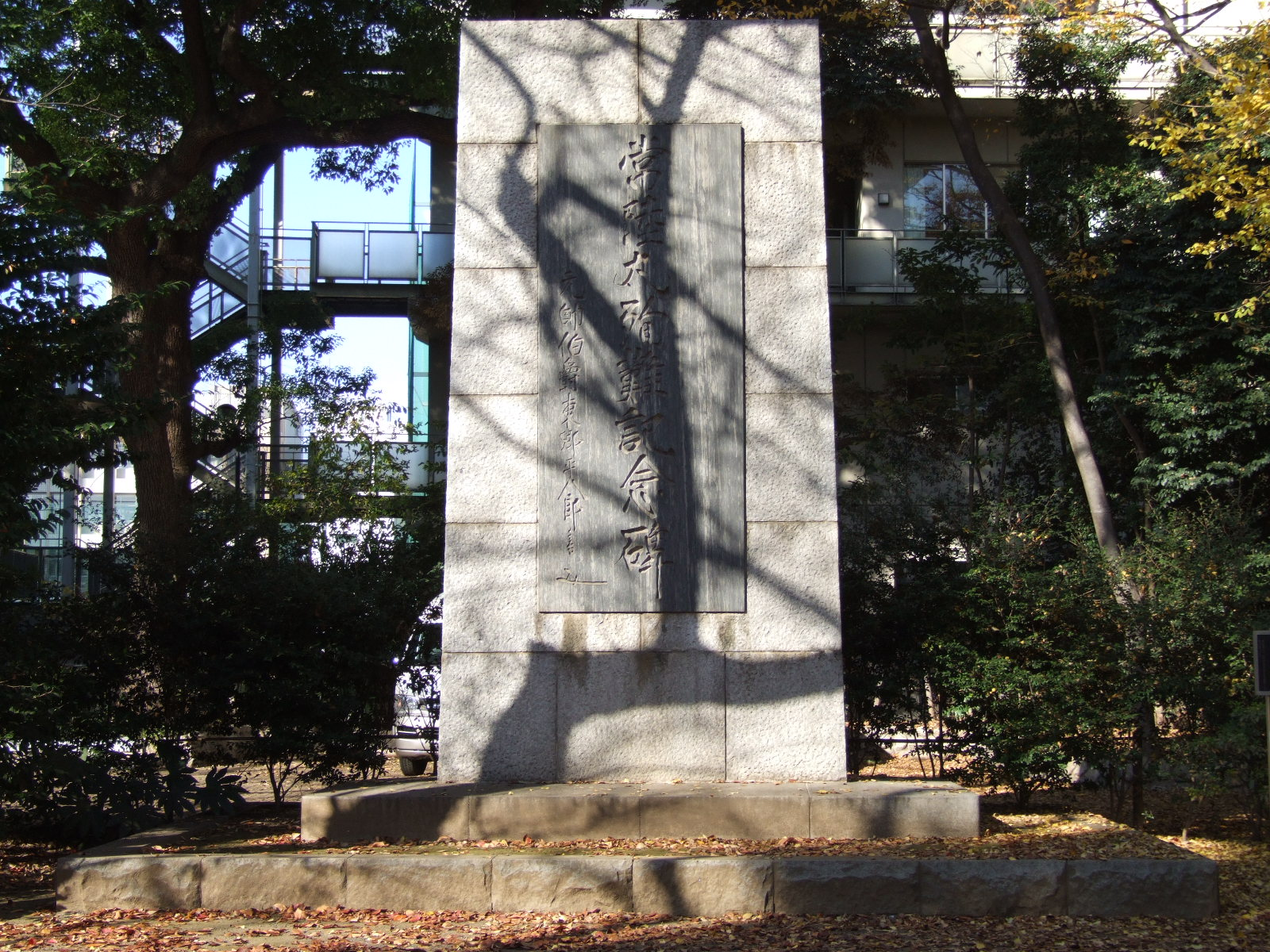
야스쿠니 신사에 있는 히타치마루 순난기념비

승무원들의 비장한 행동은 군가와 비파가의 소재가 되기도 했다. 또한 일본 제국 군인의 훌륭한 최후로 후세에 전할 사적으로 판단하여 ‘치도리가 후치 공원’(千鳥ヶ淵公園)에 〈히타치마루 순난자 위령비〉(常陸丸殉難慰霊碑)가 세워졌다. 인양한 유골의 합동 무덤이 〈히타치마루 순난자 근위 예비대 장사들의 무덤〉(常陸丸殉難近衛後備隊将士之墓)으로 아오야마 묘원(青山霊園)에 지어졌다. 이 중 〈히타치마루 순난자 위령비〉는 시바 공원에 있었던 〈사도마루 조난기념비〉(佐渡丸遭難記念碑)와 함께 제2차 세계 대전이 끝난 후 “국민의 적개심을 자극하고 또한 국제 우호를 해칠 우려가 있다”는 도쿄도의 ‘충령탑, 충혼비 등의 철거 심사위원회’의 권고에 따라 한 번 철거되었지만, 1965년에 야스쿠니 신사 경내로 이전되어 재건되었다. 또한 사건에서 사망한 3명의 영국인은 외국인이기 때문에 야스쿠니 신사에 합사되지 않았지만, 매년 6월 15일에 위령비 앞에서의 히타치마루 순난자 위령제를 지낼 때 똑 같이 제사를 지내고 있다. 유족들에게는 내각 회의 결정에 따라 특히 조위금이 지급되었다.

## 참고자료
- 코우너, 로템 (2006). 《Historical Dictionary of the Russo-Japanese War》. ISBN 0-8108-4927-5: The Scarecrow Press. |location=에 templatestyles stripmarker가 있음(위치 1) (도움말)
- Willmont, H.P. (2009). 《The Last Century of Sea Power: From Port Arthur to Chanak, 1894–1922》. ISBN 0-253-00356-3: 인디애나 대학교 Press. |location=에 templatestyles stripmarker가 있음(위치 1) (도움말)